# Abū Bakr al-Shiblī
 (février 2021).
Si vous disposez d'ouvrages ou d'articles de référence ou si vous connaissez des sites web de qualité traitant du thème abordé ici, merci de compléter l'article en donnant les références utiles à sa vérifiabilité et en les liant à la section « Notes et références ».
Abū Bakr al-Shiblī est né en 861 à Sāmarrā, selon certains, à Bagdad, selon d’autres. Il mourut en 946,.

## Biographie
Il débuta comme fonctionnaire de la cour abbasside en tant que chambellan du frère du calife, puis devint gouverneur de Damāvand. 
Savant réputé en droit malékite, il fut aussi un spécialiste du hadith. 
À l’âge de quarante ans, sous l’influence de Khayr an-Nassāj, un soufi de Sāmarrā, ami de Junayd, il se rendit à Bagdad recevoir un enseignement spirituel et devenir le disciple de ce dernier jusqu’à sa mort en 910. 
Il est connu pour ses « excentricités », ses shatahat (en)  (« outrances paradoxales » dites lors d’états spirituels) et ses provocations apparentes qui lui valurent d’être désapprouvé par certains savants hanbalites et même blâmé par son maître Junayd. Lui-même cependant désavoua, extérieurement en tous cas, al-Hallāj dont il fut cependant très proche.
Sans avoir laissé de traités, ses propos et ses actes ont été recueillis et transmis jusqu’à l'époque moderne. En tant que maître, il ne reculait pas devant la violence vis-à-vis de ses disciples et les visiteurs le fuyaient autant que lui-même s’efforçait de les éviter. Junayd conseillait de lui parler « à l’abri derrière un siège car ses épées dégoulinent de sang ». Shiblī demandait à ses disciples de voir en lui le support de la puissance divine.